# Poderoso señor
Poderoso Señor es el décimo sencillo de Los Pekenikes y tercero de una serie de canciones que no aparecen en ningún álbum. Se trata de una versión o arreglo del tema francés "Protegez-moi Seigneur", de los autores André Hossein, de origen persa, que trabajaba en Francia, y el poeta y periodista André Salvet. La canción original, evidentemente con letra compuesta para la cantante francesa, de origen egipcio, Dalida, fue muy popular en la época.
Otra peculiaridad del sencillo es que la cara A, la principal, es en este caso la que no se publica en el álbum. y sí, en cambio, la cara B, Cristal de Bohemia de Alfonso Sainz, tema muy Pekenike, con un sonido muy propio de vientos y guitarras, más un piano o clave de sonido barroco.
No queda claro quién es el guitarra líder en ambas canciones.

## Miembros
- Alfonso Sainz - Saxo, guitarra
- Lucas Sainz o Toni Obrador - Guitarra solista
- Ignacio Martín Sequeros - Bajo eléctrico, órgano eléctrico
- Tony Luz - Guitarra rítmica, Guitarra acústica
- Félix Arribas - Batería, percusión, cantante
- Pedro Luis García - Trompeta, flauta, trombón
- Vicente Gasca - Trompeta
- Antonio Brito - Trompeta
- Clave: sin acreditar